# Wały Dwernickiego
Wały Dwernickiego – ulica w Częstochowie przebiegająca wzdłuż linii kolejowej nr 1.
Ulica znajduje się w Śródmieściu oraz na Tysiącleciu. Północny fragment ulicy jest częścią jednego z kluczowych dla miasta ciągów komunikacyjnych wschód-zachód. W skład tego ciągu wchodzą kolejno ulice: Wręczycka, Okulickiego, Dekabrystów i Wały Dwernickiego. Fragment od ulicy Cmentarnej do ulicy Lelewela jest znacznie spokojniejszy, połączenie nad aleją Jana Pawła II odbywa się kładką. Odcinek od ulicy Lelewela do alei Najświętszej Maryi Panny jest wyłączony z ruchu kołowego, funkcjonuje tam zadaszone targowisko Ryneczek.

## Historia
Ulica powstała prawdopodobnie w podobnym czasie, co Kolej Warszawsko-Wiedeńska, czyli około 1846 roku. Początkowo była określana jako Wały Lewe, w odróżnieniu od położonych po przeciwnej stronie torów Wałów Prawych (późniejsza ulica Wilsona). W drugiej połowie XIX wieku ulica została przemianowana na Konstantynowską (na cześć Konstantego Romanowa). Na początku lat 20. XX wieku była określana po prostu jako Wały, a niedługo później otrzymała imię Józefa Dwernickiego.
Na początku lat 60. XX wieku na działce za kamienicą przy al. NMP funkcjonował handel prowadzony z wózków, koszyków i stołów. Targowisko z czasem się rozwijało: pod koniec lat 70. postawiono drewniane kioski handlowe i utwardzono nawierzchnię, a około roku 1985 odcinek ulicy od Alei do ul. Lelewela zamknięto dla ruchu kołowego.
W połowie lat 70. XX wieku ulicę przecięła trasa WZ (późniejsza aleja Jana Pawła II) oraz aleja Wojska Polskiego. Odcinek położony za tą drugą, na Aniołowie, otrzymał w późniejszych latach imię Piotra Skargi.
W roku 2006 kładka nad aleją Jana Pawła II została poważnie uszkodzona, konieczna była rozbiórka jednego przęsła. Pojawiła się wówczas koncepcja wybudowania w tym miejscu wiaduktu. Ze względu na protesty mieszkańców spowodowane obawami o wzrost hałasu postanowiono jednak odbudować zwykłą kładkę. Nowa kładka została oddana do użytku w 2012 roku.
W 2009 roku teren Ryneczku został uporządkowany i zadaszony, wybudowano wówczas także kładkę do ulicy Wilsona.